# Villagrande Strisaili
Villagrande Strisaili (en sardo: Biddamànna Istrisaili) es un municipio de Italia de 3.697 habitantes en la provincia de Nuoro, región de Cerdeña.
«Villagrande» proviene de «pueblo grande», mientras que «Strisaili» deriva del sardo tre ailes («tres majadas»).

## Lugares de interés
- Parque de Santa Bárbara.
- Lago del río Flumendosa.
- Templo nurágico de «S'Arcu e Is Forros».
- Tumba de los gigantes de «Pradu su Chiai».
- Piscinas naturales y cascadas de Bau Mela

## Turismo
Se está desarrollando un turismo sostenible en este territorio.

## Evolución demográfica
| Gráfica de evolución demográfica de Villagrande Strisaili entre 1861 y 2001 |
|                                                                             |
| Fuente ISTAT - Elaboración gráfica de Wikipedia                             |